# 독일은 슈퍼스타를 찾습니다

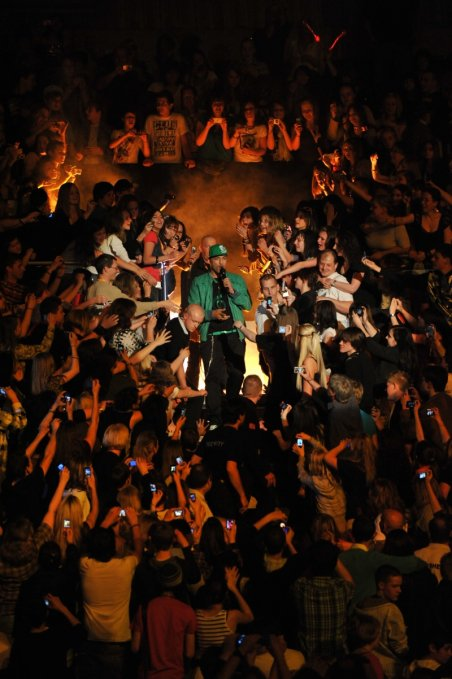
공연 중인 시즌 7 우승자

《독일은 슈퍼스타를 찾습니다》(독일어: Deutschland sucht den Superstar, 약칭 DSDS)은 독일의 텔레비전 방송 프로그램이다. 본래의 프로그램 형식은, 미국 버전과 마찬가지로 영국(Pop Idol, 2001년)에서 차용하였다.

## 프로그램 진행방식
시청자와 3명의 심사위원들 앞에서 노래, 춤 등 자신의 기량을 뽐낸 뒤 순위를 가리는 독일민영방송 RTL텔레비전의 연예인 오디션 프로그램이다.
아메리칸 아이돌과 비슷한 방식으로, 심사위원들이 지역 오디션과 본선을 통해 1차 후보 100여 명에서부터 압축하기 시작하며 2차 후보에서 30명을 3개조로 나누어 10명 가운데 3명을 선발하고 선발되지 못한 21명 가운데 성적이 우수한 사람은 바로 통합 패자부활전에 진출하며 1명이 선발된다. 이 때부터 전화투표 참여가 허용된다(뉴질랜드방식과 비슷). 3차 최종 후보 10명(Top 10)을 선출하면 그들은 독일 국민들의 마음을 사로잡기 위해 치열한 생존 경쟁을 벌인다. 시청자(주로 청소년과 20대, 30대)들은 전화 투표와 문자 투표에 무제한으로 참여할 수 있으며 매 회당 하위권 3인(Bottom 3)들 중 가장 저조한 득표율을 기록한 후보는 자동 탈락한다.

## 오디션을 치렀던 도시들
- 베를린 (전 시즌)
- 뮌헨 (전 시즌)
- 함부르크 (전 시즌)
- 쾰른 (시즌 1, 2, 4)
- 에르푸르트 (시즌 1, 2, 3)
- 라이프치히 (시즌 2)
- 부퍼탈 (시즌 3)
- 마요르카 (스페인) (시즌 4) - 독일인들의 여름 휴가 명소.
- 프랑크푸르트 (시즌 4)
- 드레스덴 (시즌 4)
- 슈투트가르트 (시즌 4)
- 비스바덴 (시즌 4)

## 현재
이러한 과정을 통해 2002년 10월 방송 시작 이후 2007년까지 4명의 우승자를 배출했다.
또한 이 프로그램은 출범 당시부터 독일 민영방송이 기록한 것으로는 역대 최고의 시청률(2003년 약 40%)을 자랑하며 현재까지 꾸준한 인기를 얻고 있다. 이 방송의 성공으로 다른 방송국들에서도 경쟁적으로 가수선발 및 육성 프로그램을 진행하기 시작했다(ProSieben의 'Popstars-Das Duell', ZDF의 'Die Deutsche Stimme' 등).

## 비판
예선 과정에서 심사위원들의 험악한 진행을 비롯, 약 1 유로 정도의 지나치게 비싼 투표 요금과 이로 인한 문자중독문제 등이 도마에 오르고 있다.

## 우승자 목록
괄호는 그들의 연예활동용 예명이다.
- 시즌 1(2003년 당선) - Alexander Klaws ('알렉산더')
- 시즌 2(2004년 당선) - Elli Erl ('엘리')
- 시즌 3(2006년 당선) - Tobias Regner ('토비아스')
- 시즌 4(2007년 당선) - Mark Medlock ('마크')
- 시즌 5(2008년 당선) - Thomas Godoj ('토마스')
- 시즌 6 - Daniel Schuhmacher
- 시즌 7 - Mehrzad Marashi
- 시즌 8 - Pietro Lombardi